# Ategorrieta-Ulia
Ategorrieta-Ulia is een van de 17 districten van de Spaanse stad San Sebastian. Het district grenst in het noorden aan de Cantabrische Zee, in het oosten aan het district Miracruz-Bidebieta, in het zuiden aan de districten Intxaurrondo en Egia en in het westen aan het district Gros. In 2020 had het district 4.062 inwoners.
Het district omvat het grootste deel van de heuvel Ulía, en het noordelijke deel van het dal van Ategorrieta.
Aiete · Altza · Amara Berri · Antiguo · Ategorrieta-Ulia · Añorga · Centro · Egia · Gros · Ibaeta · Igeldo · Intxaurrondo · Loiola · Martutene · Miracruz-Bidebieta · Miramon-Zorroaga · Zubieta